# Білоочка
Білоочка, синець-білоочка, або клепець (Ballerus sapa) —  вид роду Синець з родини Ялецевих. Вважається нечисленним, хоча складає  вагому частку уловів рибалок-спортсменів і аматорів в Дніпрі в межах Києва і нижче за течією[джерело?].

## Таксономія
Один із двох видів роду. До недавнього часу синця-білоочку та клепця (= Синець звичайний Ballerus ballerus) відносили до роду Abramis (лящ).

## Розповсюдження
Зустрічається у басейнах Дунаю, Дністра, Південного Бугу, Дніпра, Дону, Кубані, Волги та Уралу.

## Будова
Довжина тіла до 39 см, вага до 1 кг. Висота тіла становить біля третини його довжини. Нижня лопать хвостового плавця довше верхньої. Рило товсте, горбате. Рот напівнижній. Очі великі, райдужка сріблясто-біла, звідси назва риби. Луска відносно крупна. В бічній лінії 48-53 луски. Зяброві тичинки довгі, густі, кількість становить 18 — 23. Глоткові зуби однорядні, по 5 з кожного боку. Анальний плавець дуже довгий, спинний короткий. Забарвлення сріблясте, непарні плавці з темними краями.

## Спосіб життя

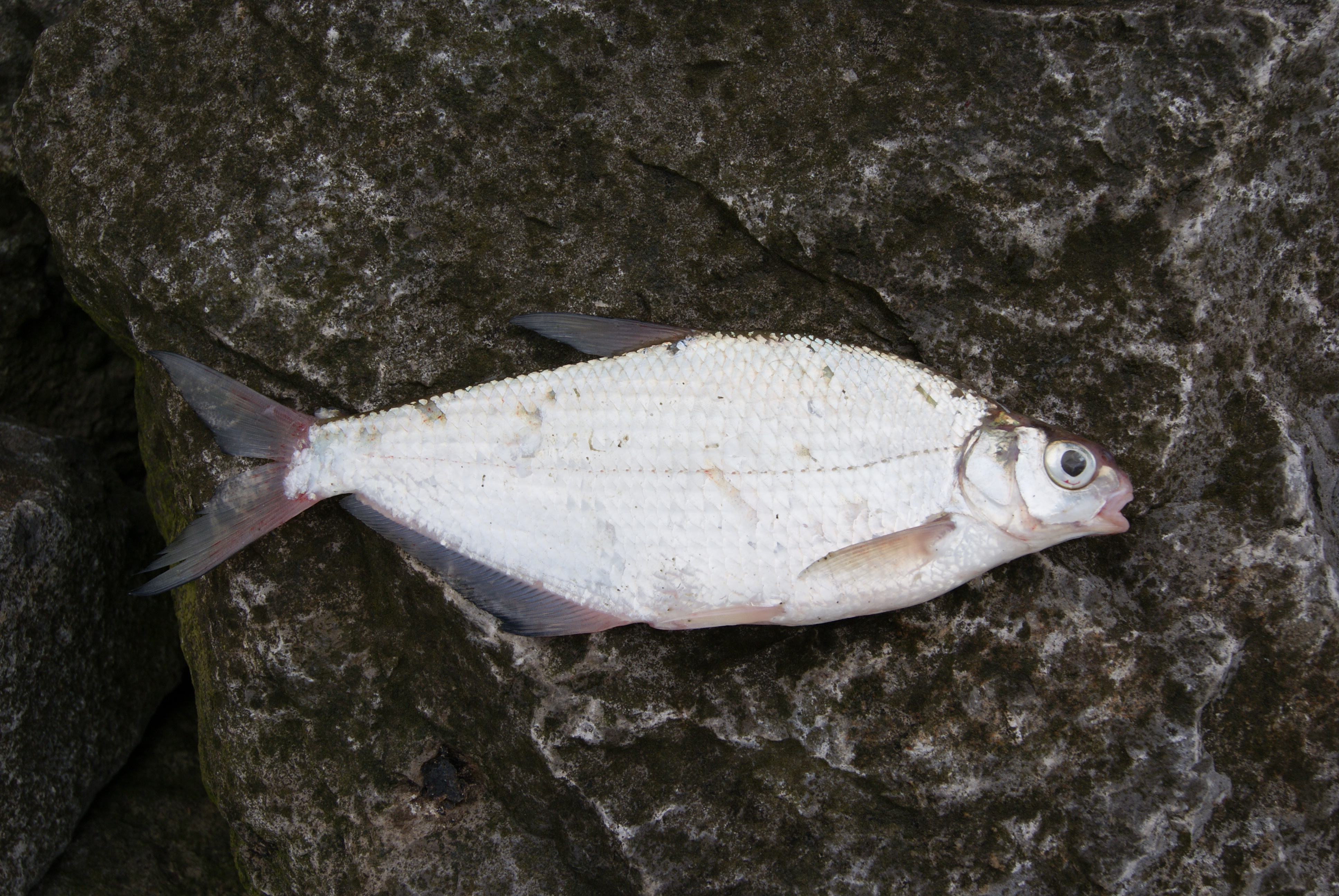
Білоочка з Рейну

Тривалість життя до 15 років. Темп росту середній, в перші роки життя росте інтенсивніше. Типово річкова риба. Дорослі особини тримаються біля дна глибоких ділянок річки та течії, молодь деякий час тримається на неглибоких місцях. Живуть білоочки невеликими зграями. Восени уходять вниз по течії до глибоких ям, навесні підіймаються вверх на нерест. Живиться дрібними молюсками та іншими безхребетними. Молодь споживає зоопланктон.

## Розмноження
Статевої зрілості досягає у 4 – 5 років при розмірах 18-22 см та вазі 100—200 г. Самці досягають статевої зрілості на рік раніше за самиць. Плодючість самиць залежить від розмірів та становить в середньому 30 – 80 ікринок на грам ваги тіла. Нерест відбувається одночасно в другій половині квітня при температурі води 10 – 12°С на перекатах з кам'янистим ґрунтом. Ікра донна. Личинки що з'являються, не реагують на світло та деякий час залишаються лежати на дні.

## Значення
Промислове значення невелике, внаслідок нечисельності виду. Становить деякий інтерес для рибалок-аматорів. М'ясо має загалом непогані смакові якості, але гірші, ніж м'ясо ляща, та швидко псується. Найчастіше білоочку споживають у в'яленому вигляді.